# DS-Malterre

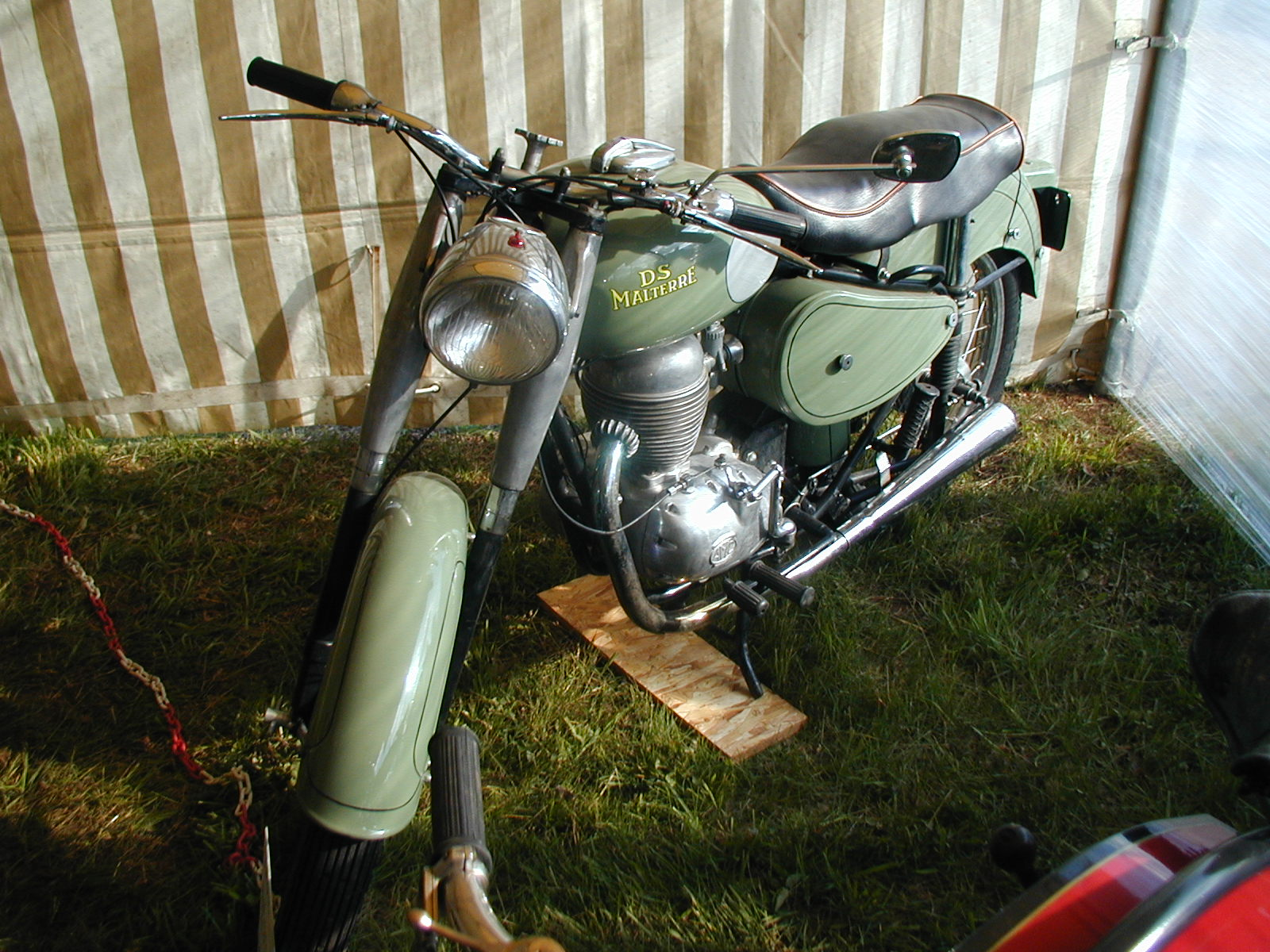
Une DS-Malterre 175 M9 sport, 1954.

DS-Malterre est une marque historique de motocyclettes.

## Histoire
DS-Malterre : Debladis & Sigrand, puis Ets. Malterre et Ets. Malterre Frères, Paris (1920-1958).
Constructeur français de motocyclettes à moteur "maison" avant guerre en 500 cm3/350 cm3 puis Ydral ou AMC après guerre en 108/125/150/175/250 cm3.